# 和諧音樂廳站
和諧音樂廳站（日语：／ Hāmonīhōru eki */?）位於福井縣福井市今市町，屬於福井鐵道福武線的車站，車站編號為F13。
該站是因應附近的福井縣立音樂廳開幕而所建成的新車站，並採用音樂廳的英文名稱「Harmony Hall」（ハーモニーホールふくい）命名。

## 車站構造

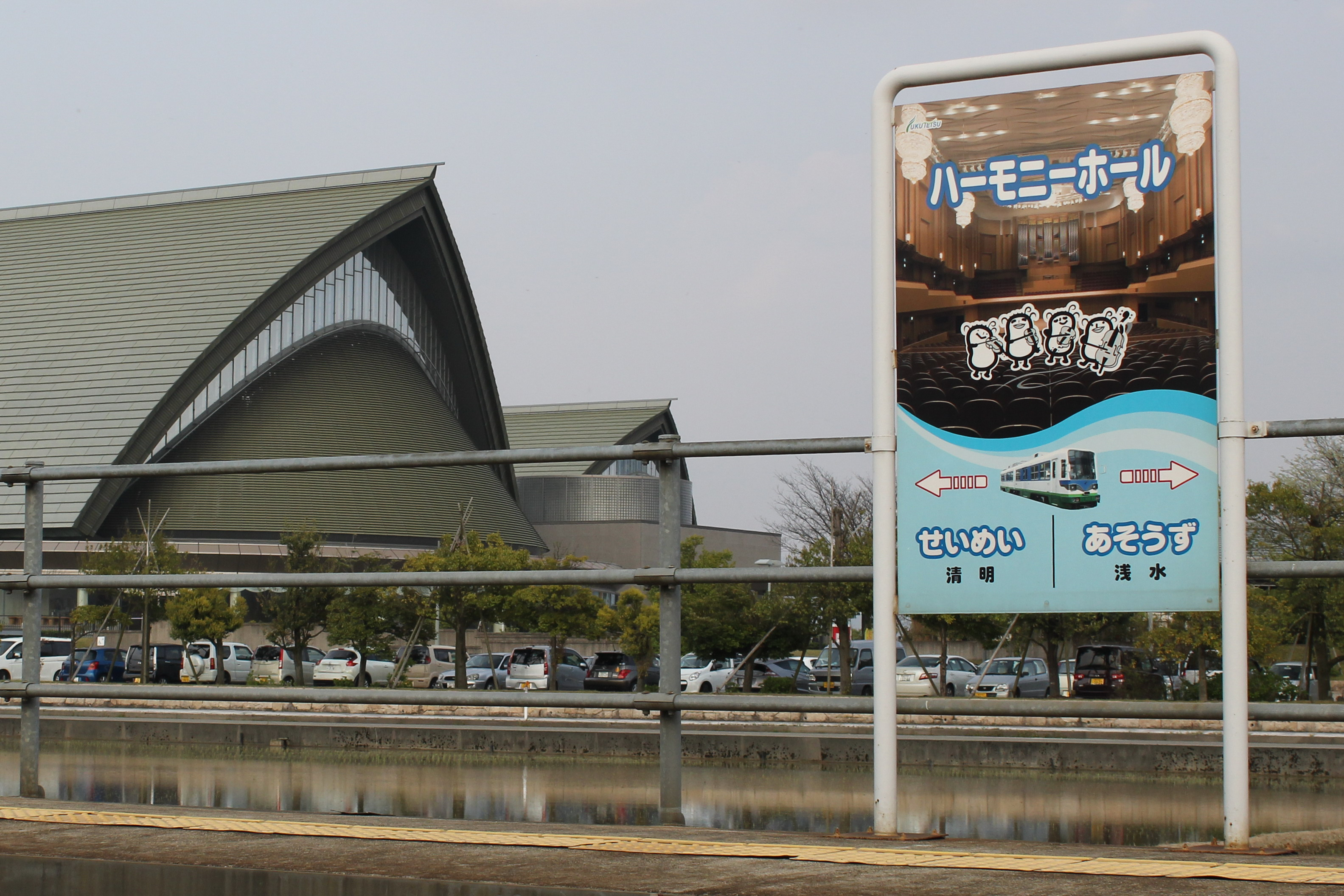
開站初期的月台站名標（2013年5月）

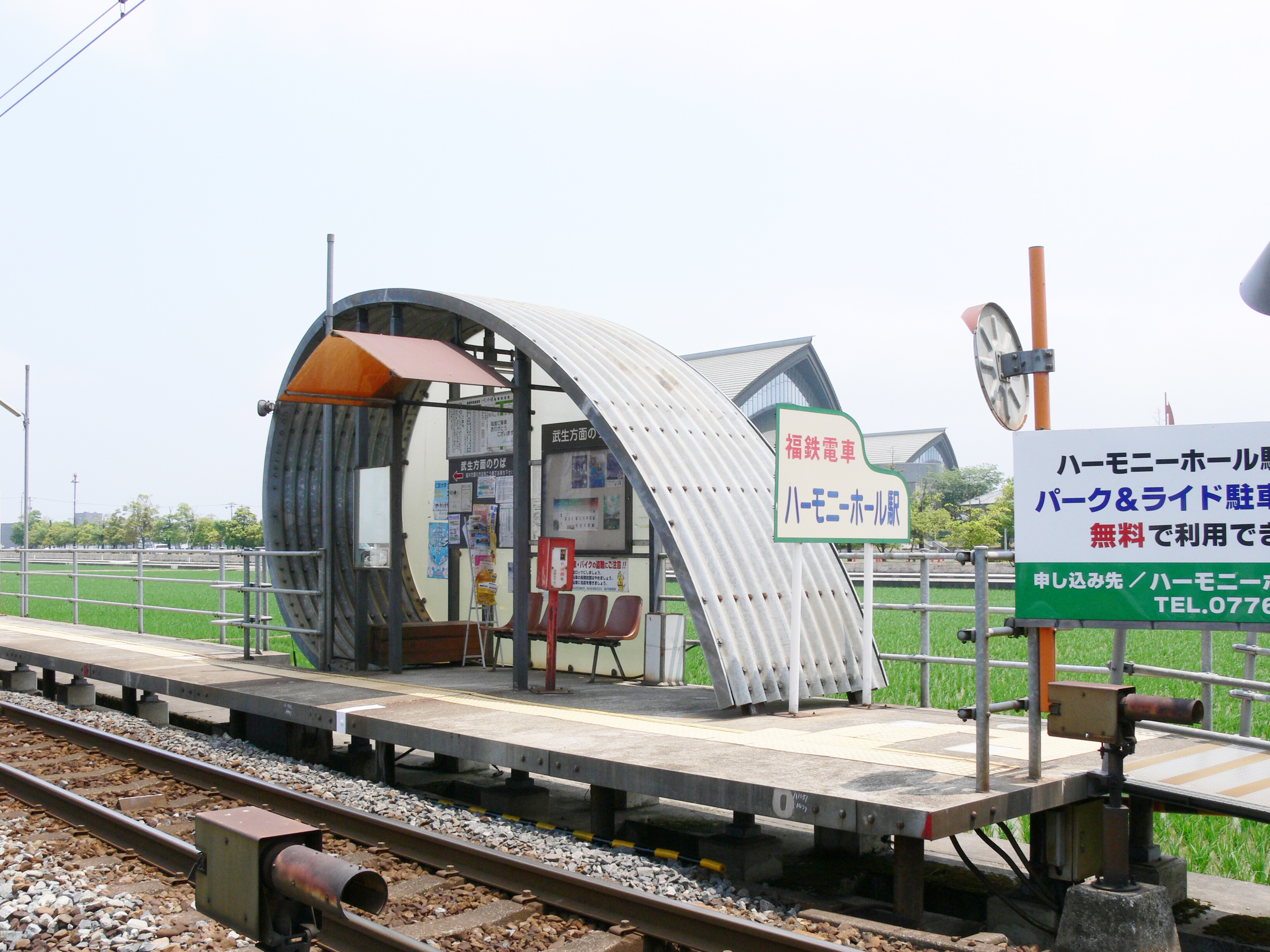
往武生新方向候車室（2009年6月）

採用簡易無人車站的模式運作。車站入口與候車室成為一體，車站站牌是以三角鋼琴的外形所製成。車站入口設於向武生新方向的月台末端，是由鋼板所搭成的無障礙通道。

### 月台
設有側式月台1個，列車不能在此交匯。整個月台亦是由鋼架所搭建，並舖以水泥板作為地面。長度約為40米。月台兩端各設有一個由捲曲鐵皮及膠板所搭建而成的候車室，內設獨立式的候車座椅。靠近斜道的候車室為往武生新方向，另一端為往田原町方向候車室。
月台上豎立了由今市町所設立、簡述車站開業的介紹。開站初期，月台上的站牌採用了以音樂廳內部的座位席為背景，不過現時已統一用回福井鐵道的標準站牌格式。
列車靠站時，往武生新方向為左側乘降；往田原町方向為右側乘降。
| 路線                   | 上下行 | 方向                                                                 |
| ---------------------- | ------ | -------------------------------------------------------------------- |
| ■福武線 （鳳凰田原線） | 下行   | 福井站、田原町、 經越前鐵道■三國蘆原線前往福大前西福井、鷲塚針原方向 |
| ■福武線 （鳳凰田原線） | 上行   | 武生新方向                                                           |

## 歷史
- 1997年9月20日：開業[1]。
- 2000年：因屬於“其他特色車站”，被国土交通省中部運輸局認定為第2批“中部車站百選”車站。
- 2024年10月11日：可使用ICOCA及全國通用IC卡付款[3][4]。

## 使用狀況
根據國土交通省「國土數值情報」，以下為1日平均上下車人次：
| 上落車人次變化 | 上落車人次變化 |
| 年度           | 1日平均人次    |
| -------------- | -------------- |
| 2011           | 73             |
| 2012           | 49             |
| 2013           | 49             |
| 2014           | 49             |
| 2015           | 61             |
| 2016           | 46             |
| 2017           | 51             |
| 2018           | 51             |
| 2019           | 50             |
| 2020           | 34             |
| 2021           | 46             |
| 2022           | 43             |

## 相鄰車站
福井鐵道
■福武線
■急行、■區間急行
通過
■普通 
淺水（F12）－和諧音樂廳（F13）－清明（F14）

## 外部鏈接
- 福井鐵道和諧音樂廳站 （页面存档备份，存于）
- ハーモニーホールふくい駐車場におけるパーク&ライドについて（页面存档备份，存于） - 福井県総合政策部交通まちづくり課